# Marcos 7

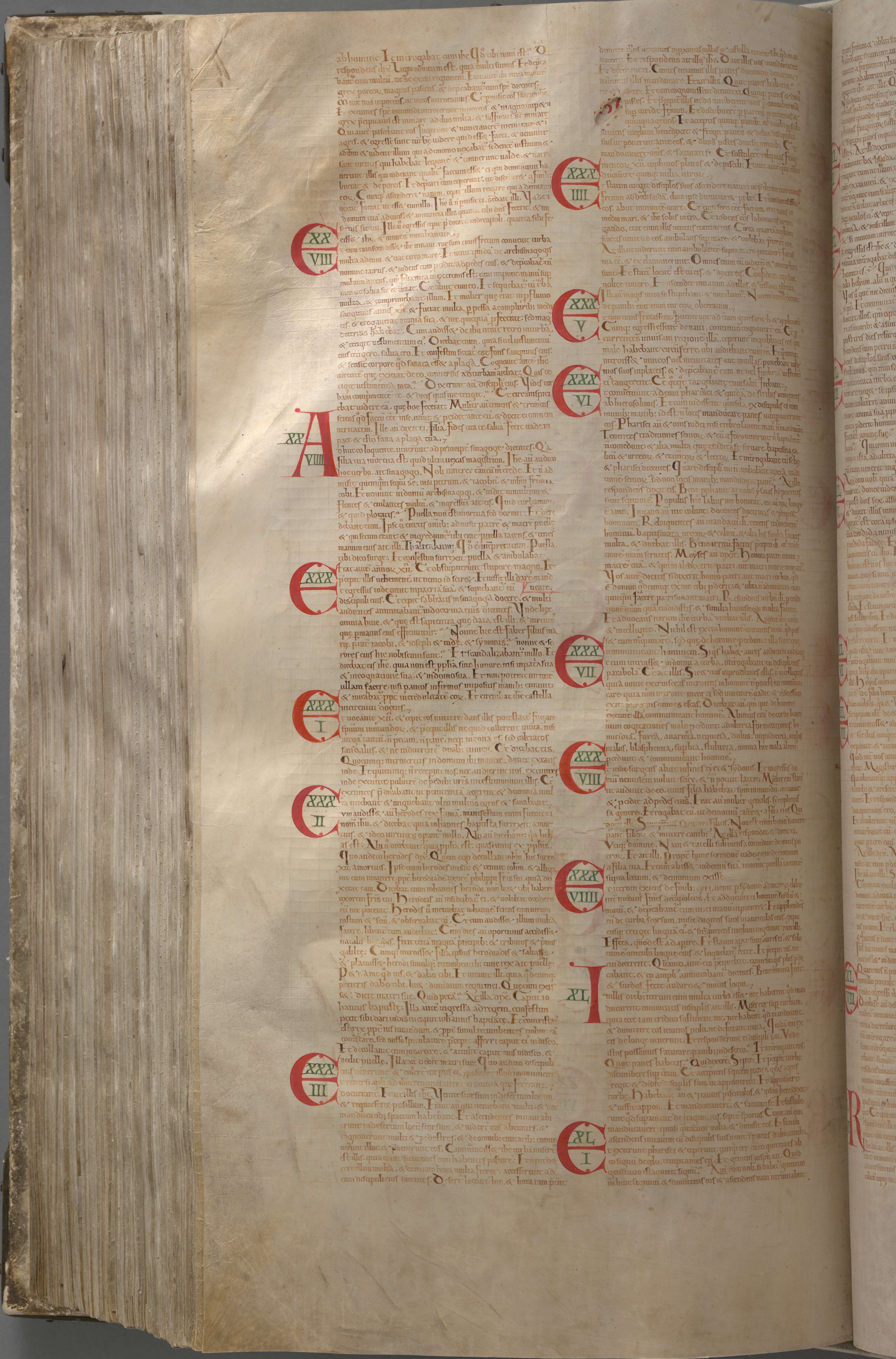
El texto latino de Marcos 5:8-8:13 en el Codex Gigas

Marcos 7 es el séptimo capítulo del Evangelio de Marcos del Nuevo Testamento de la Biblia cristiana. Biblia. Explora las relaciones de Jesús tanto con los judíos como con los gentiles. Inicialmente Jesús habla con los fariseoss y escribas, y después con sus discípulos, sobre el Discurso sobre la contaminación. Más adelante en el capítulo Jesús cura a dos gentiles, uno en la región de Tiro y Sidón y el otro en la región de Decápolis.

## Texto
El texto original fue escrito en griego koiné. Este capítulo está dividido en 37 Versículos.

### Testigos textuales
Algunos manuscritos antiguos que contienen el texto de este capítulo son:
- Codex Vaticanus (325-350; completo)
- Codex Sinaiticus (330-360; completo)
- Codex Bezae (~400; completo)
- Codex Alexandrinus (400-440; completo)

## Limpio e impuro

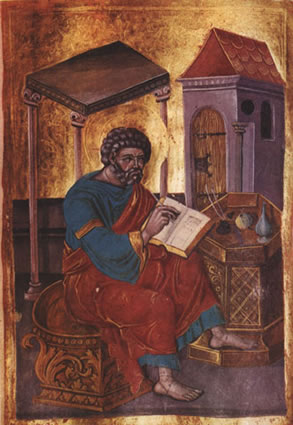
Marcos, en un icono Rusian del siglo XVI

Algunos fariseos y algunos de los maestros de la Ley judía (escribas) vienen de Jerusalén a ver a Jesús, presumiblemente en Galilea. El teólogo protestante de Tubinga Karl Heinrich Weizsäcker sugirió que habían sido enviados a Jesús como una diputación formal.
Ven a algunos de sus discípulos comiendo sin lavarse las manos. Marcos explica entonces a su audiencia la costumbre judía de lavarse antes de cada comida, lo que indica que probablemente escribió para una audiencia de gentiles, no judía. El Expositor's Greek Testament habla de Marcos escribiendo "desde el punto de vista gentil"; la Cambridge Bible for Schools and Colleges sugiere que la explicación era "para lectores del Imperio Romano". Los objetos enumerados por Marcos que se lavaban habitualmente incluían tazas, ollas y calderos de bronce. Algunos manuscritos y, en consecuencia, algunas traducciones al español añaden "divanes" (en griego κλινῶν, klinōn), "divanes para las comidas en los que podían haberse tumbado los enfermos (leprosos, etc.)".
Los fariseos y escribas preguntan a Jesús por qué no obedecen la "tradición de los ancianos" (Versículo 5), y Jesús responde con una cita del Isaías. 29:13 y les dice "Habéis dejado los mandamientos de Dios y os aferráis a las tradiciones de los hombres". Les reprende por permitir que un hombre que hace una ofrenda a Dios, es decir, dinero a los sacerdotes, deje de ayudar a sus padres, violando así «Honra a tu padre y a tu madre», uno de los diez mandamientos. Que esto se hiciera no se encuentra en otras fuentes de la época, aunque "...los textos judíos rabínicos sugieren que los votos pueden romperse en tales circunstancias". (Miller 29)
Llama a la gente para que le escuche y explica que "Nada fuera de un hombre puede convertirlo en 'impuro' al entrar en él. Más bien, es lo que sale de un hombre lo que lo hace 'impuro'". (15) Más tarde sus discípulos le dicen que no le han entendido, y él les regaña por ser "torpes". Les explica que la comida no puede hacer impura a una persona, sino que "lo que sale del hombre es lo que lo hace 'impuro'. Porque de dentro, del corazón de los hombres, salen los malos pensamientos, inmoralidad sexual, robo, asesinato, adulterio, avaricia, malicia, engaño, lascivia, envidia, calumnia, arrogancia y insensatez. Todos estos males vienen de dentro y hacen al hombre 'impuro'". (20-23) lo que significa que la intención del "corazón" es más importante que el ritual.
El comentarista bíblico C. M. Tuckett señala que los Versículos 9, 14, 18 y 20 se abren todos con (en griego) ἔλεγεν, αὐτοῖς. (elegen autois, "les dijo"), lo que sugiere que en esta sección se han reunido varios textos, y los cambios de lugar y audiencia en los versículos 14 y 17 sugieren "que se están reuniendo diferentes tradiciones".
Según John J. Kilgallen, "...en última instancia lo que está en juego aquí es el conocimiento de la divina voluntad: Quién sabe mejor lo que Dios quiere que hagan los seres humanos"?. (135) Este punto de vista se contrapone a la controversia, como en el Concilio de Jerusalén, dentro de la Iglesia primitiva sobre la cantidad de Ley mosaica que uno debe obedecer. Marcos utiliza este relato como prueba de su punto de vista en la dirección Paulinoa, lo que hace que los estudiosos se pregunten cuánto de él es realmente Las propias enseñanzas de Jesús y cuánto es Marcos tratando de ganar conversos gentiles. Si el autor es realmente Marcos entonces esto indicaría que su grupo, el círculo de Pedro, se había acercado a la dirección paulina.
El dicho, sin la explicación, se encuentra también en el Evangelio de Tomás dicho 14.

## Comentarios
La escena reúne la enseñanza de Jesús sobre la verdadera conducta moral en tres escenarios diferentes: un debate con los fariseos que habían venido de Jerusalén, la subsiguiente enseñanza a la muchedumbre y una explicación exclusiva a sus discípulos. Los escribas venidos de Jerusalén acusan a Jesús de ser culpable de una acción realizada por sus discípulos: ignorar las normas de la purificación. Marcos, pensando en los no judíos que lean su evangelio, se detiene en explicar la acusación capciosa de los fariseos.
La Antigua Ley prescribía ciertos ritos que simbolizaban la pureza interior con la que tenían que acercarse a Dios; la tradición judía los había ampliado a otros momentos del día —las comidas— para dar sentido religioso a sus acciones. Así la pureza exterior era como un espejo de la pureza interior. Sin embargo, en tiempos de Cristo, en algunas zonas el legalismo de los ritos establecidas mediante tradición humana, había sofocado el verdadero sentido del culto a Dios. Jesús denuncia esa actitud sirviéndose de un texto de Isaías y propone un ejemplo en el que la tradición había termina por ser una excusa para no obedecer a un mandato divino. En un segundo momento, el Señor muestra a la muchedumbre la doctrina sobre la verdadera pureza. Lo hace mediante una comparación entre el alimento y la decisión humana libre: 

Algunos piensan que los malos pensamientos se deben al diablo y que no tienen su origen en la propia voluntad. Es verdad que el diablo puede ser colaborador e instigador de los malos pensamientos, pero no es su autor.

Sus discípulos le preguntan más adelante el sentido de aquella «parábola». El contenido principal de la enseñanza se muestra en un tercer momento: Cristo, verdadero intérprete de la Ley y Señor de ella, declaró «puros» todos los alimentos. La doctrina es profunda: el origen del pecado y de la mancha moral no hay que buscarlo en lo creado, pues Dios, tras crear todas las cosas, vio que eran buenas, sino en el corazón del hombre que, después del pecado original, fue «mudado en peor» y se ve sometido a los asaltos de la concupiscencia. Con esto no se enseña que el hombre no puede vencer, pero sí que necesita luchar.

## La mujer sirofenicia
Jesús viaja entonces a las ciudades de Tiro y Sidón en lo que hoy es Líbano. Marcos cuenta la historia de la mujer sirofenicia que encuentra a Jesús en casa de un amigo en Tiro y le ruega que cure a su hija poseída por el demonio. Él la rechaza, diciendo:
Primero deja que los niños coman todo lo que quieran, porque no está bien tomar el pan de los niños y echárselo a sus perros.
La Nueva Biblia del rey Jacobo se refiere a "perros pequeños" (en griego κυνάρια, kynária) y la Biblia Amplificada a "perros mascota". Según la Cambridge Bible for Schools and Colleges, "los paganos no se comparan con los grandes perros salvajes que infestaban las ciudades orientales (1 Reyes 14:11; 1 Reyes 16:4; 2 Reyes 9:10), sino con los perros pequeños apegados a los hogares".
Los niños son los hijos de Israel (el texto de Mateo se refiere a las "ovejas perdidas de la casa de Israel" ) y los perritos son los gentiles, una metáfora que también se encuentra en otros escritos judíos.
"'Sí, Señor', respondió ella, 'pero hasta los perros que están debajo de la mesa comen las migajas de los niños'". (28) Impresionado con su respuesta, le dice que se vaya a casa y ella vuelve a casa para encontrar a su hija curada. Esta es una de las pocas veces, y la única en el evangelio de Marcos, que Jesús realiza un milagro a distancia, es decir, no toca ni se acerca a la muchacha. Sólo dice que se hará y se hace, por su sola voluntad. Este pasaje muestra que, según Marcos, la misión principal de Jesús era para los judíos primero y sólo después para los gentiles, pero los gentiles, siempre que tengan fe, pueden ser parte de esa misión también.[cita requerida]

### Comentarios
Una mujer gentil —el evangelista lo señala concretamente: «La mujer era griega, sirofenicia de origen»— le pide que curara a su hija. Con la descripción de las acciones y las palabras de los dos —de Jesús y de la mujer— se ve que, aunque Jesús predicara exclusivamente a judíos, dirige la salvación a todas las personas, judíos o gentiles. El diálogo, atrevido y audaz, nos enseña que la fe en Jesucristo debe vencer todos los obstáculos, incluso la indignidad personal. 

No desmayes: por indigna que sea la persona, por imperfecta que resulte la oración, si ésta se alza humilde y perseverante, Dios la escucha siempre.

Jesús emplea el diminutivo «perrillo», dulcificando así una  manifestación despectiva que se utilizaba para citar a los gentiles.

## Curación del sordomudo
Jesús se dirige entonces a la región de Decápolis y al Mar de Galilea. El Pulpit Commentary sugiere que su viaje le llevó desde Tiro "primero hacia el norte a través de Fenicia, con Galilea a su derecha, hasta Sidón; y de allí probablemente por las estribaciones del Líbano (Monte Líbano) hasta Damasco, mencionada por Plinio el Viejo como una de las ciudades de la Decápolis. Esto le llevaría probablemente a través de Cesarea de Filipo a la costa oriental del mar de Galilea". Aquí se encuentra con un hombre sordo y mudo. Le toca los oídos y le toca la lengua con su propia saliva y le dice "¡Ephphatha! (que significa: "¡Ábrete!")" (Marcos 7:34), Marcos traduciendo del arameo. El hombre recupera el oído y el habla, y rápidamente se corre la voz. En este milagro, a diferencia de la curación de la mujer, Jesús utiliza técnicas específicas (el contacto, la saliva, la palabra) para efectuar la curación. Este pasaje podría considerarse un cumplimiento de Isaías 35:5-6.
La discusión con los fariseos sobre las leyes alimentarias y la mujer sirofenicia también se encuentran en el Mateo. 15:1-28
Les encargó (en griego διεστέλλετο, diestelleto) que no se lo dijeran a nadie."La palabra es contundente: 'les dio órdenes claras y positivas' de que no se lo dijeran a nadie".

### Comentarios
Jesús realiza una curación con unos gestos que indican el poder salvador de su naturaleza humana. La liturgia de la Iglesia tomó durante un tiempo estos signos en la ceremonia del Bautismo, significando que Cristo abre los oídos del hombre para escuchar y aceptar la palabra de Dios: 

El sacerdote, por tanto, te toca los oídos para que se te abran a la explicación y sermón del sacerdote. (…) Abrid, pues los oídos y recibid el buen olor de la vida eterna inhalado en vosotros por medio de los sacramentos. Esto os explicamos en la celebración de la ceremonia de “apertura” cuando hemos dicho: “Effeta, esto es, ábrete”.

Éste es el tercer milagro que recoge Marcos en el que Jesús prohíbe que se divulgue el hecho. Marcos recoge el mandato del silencio en todos estos lugares para recordar que Jesús quería que se entendiera su misión de Mesías a la luz de la cruz. Sin embargo, el mandato no fue obedecido. Agustínde Hipona, al observar la contradicción entre el mandato de silencio de Jesús y la desobediencia del sordomudo, dice que Jesús, de esta forma,

...quería mostrar a los perezosos con cuánto mayor afán y fervor deben anunciarlo a Él aquellos a quienes ordena que lo anuncien, si aquellos a quienes se prohibía hacer publicidad eran incapaces de callar.